# Bo Vinnerljung
Bo Ingvar Kella Vinnerljung, född 1950, professor i socialt arbete och expert vid Socialstyrelsen. Han disputerade 1996 vid Lunds universitet på avhandlingen Fosterbarn som vuxna.